# Separatystyczna rebelia w Jemenie
Separatystyczna rebelia w Jemenie rozpoczęła się 27 kwietnia 2009 roku w dzień niepodległości Jemenu Południowego, kiedy separatystyczne bojówki rozpoczęły ataki na siły rządowe.

## Geneza
Ludowo-Demokratyczna Republika Jemenu istniejący w latach 1967–1990, jako niepodległe państwo został zjednoczony z północą, w wyniku czego powstał Jemen o dzisiejszych granicach.
W 1994 doszło w Jemenie do wojny domowej, która zakończyła się stłumieniem niepodległościowych ambicji Jemenu Południowego.
Separatystyczny ruch na południu Jemenu wzmocnił działalność w 2007. Protestujący oskarżali rząd o korupcję, a także domagali się wyższych wypłat świadczeń emerytalnych.

## Kalendarium

### 2009
- 28 kwietnia – 14 ludzi zostało rannych, a jeden żołnierz zginął w ataku separatystów na punkt kontrolny armii w Mukalla. Był to siódmy żołnierz zabity podczas ataków separatystycznych bojowników[1].
- 3 maja – jeden mężczyzna zginął, a czterech zostało rannych w wybuchu bomby podłożonych przez separatystycznych rebeliantów[2].
- 4 maja – w ataku na bazę wojskową, zginął jeden jemeński żołnierz[3].
- 8 czerwca – podczas protestów na południu kraju zginęły dwie osoby, a cztery odniosły rany[4].
- 25 lipca – jedna demonstrująca osoba zginęła, a cztery odniosły obrażenia w potyczce z policją w Dhaleh[5].
- 28 lipca – czterech jemeńskich żołnierzy zginęło w zorganizowanym ataku na konwój wojskowy[5].
- 25 listopada – w antyrządowych demonstracjach w prowincji Szabwa zginęło pięć osób w tym dwóch żołnierzy, a 10 ponisoło rany[6].

### 2010
- 17 stycznia – radykalne bojówki Al-Shaabab, walczące z rządem somalijskim, poinformował, iż doszło do wymiany z szeregami jemeńskich bojowników Al-Ka’idy[7].
- 20 stycznia – Jemeńskie Siły Powietrzne dokonały nalotu na dom jednego z liderów rebeliantów Ayed al-Shabwani. Atak spotkał się z ogniem przeciwlotniczym z wioski[8].
- 21 stycznia – Jemen zaprzestał wydawania wiz obcokrajowcom przebywających na lotniskach z powodu możliwości zamachów przeprowadzanych przez terrorystów[9].
- 24 stycznia – trzech żołnierzy jemeńskich zginęło w muhafazie Szabawa podczas ataku na punkt kontrolny. Rebelianci po ataku zbiegli z miejsca zdarzenia[10].
- 25 stycznia – podczas zamieszek życie stracił policjant, natomiast 11 innych funkcjonariuszy i troje dzieci zostało rannych[11].
- 27 stycznia – demonstranci zastrzelili w Al-Ghaydah policjanta[12].
- 1–24 lutego – podczas antyrządowych wystąpień aresztowano 130 demonstrantów
- 2 lutego – nieznani sprawy w prowincji Ajban zastrzelili członka opozycyjnej Socjalistycznej Partii Jemenu Saeeda Ahmeda Abdullaha bin Daouda[13].
- 13 lutego – w zamieszkach w al-Hawta w prowincji Lahij zginęła jedna osoba, siedem odniosło rany. Separatyści blokowali drogi oraz rzucali granatami w funkcjonariuszy sił bezpieczeństwa[14].
- 17 lutego – Tareq al-Fadhli ogłosił, iż wraz z początkiem 20 lutego dojdzie do kolejnej fazy masowych demonstracji w Południowy Jemenie[15].
- 20 lutego – separatyści zabili dyrektora jednostki dochodzeń w sprawach karnych i jego ochroniarza. W osobnym miejscu wybuchły starcia między siłami bezpieczeństwa i uzbrojonymi mężczyznami w Al-Dalea[16].
- 23 lutego – żołnierz zginął w walce z uzbrojonymi separatystami w prowincji Dhale[17].
- 26 lutego – żołnierz zginął w zasadzce w prowincji Ajban[18].
- 27 lutego – rząd jemeński ogłosił stan wyjątkowy na południu kraju, z powodu częstych ataków na żołnierzy[19].
- 1 marca – separatystyczny aktywista Jemenu Południowego, oskarżonego o powiązania z Al-Ka’idą, jego żona, syn i córka, a także dwóch policjantów zginęło w zbrojnym ataku na jego dom. Jeden inny policjant zostało ranny. Tego samego dnia 19 osób zginęło w zamachu bombowym w Ta’izz[20].
- 11 marca – dwóch demonstrantów zginęło, a 10 zostało rannych w walkach z policją. Sześciu policjantów odniosło obrażenia[21].
- 15 kwietnia – dwóch separatystów zostało rannych w czasie zamieszek w mieście Daleh[22].
- 4 czerwca – pułkownik wojskowy i jego dwóch ochroniarzy zginęło w zasadce[23].
- 20 czerwca – dwóch oficerów zginęło w zasadzce w prowincji Dali[24].
- 26 lipca – zamaskowani mężczyźni przeprowadzili zasadzkę na konwój wojskowy, zabijając czterech żołnierzy i raniąc 13[25].
- 4 września – dwóch policjantów zginęło, a dwóch innych odniosło rany w potyczce z separatystami w prowincji Abjan[26].